# Beni Douala
Beni-Douala là một đô thị thuộc tỉnh Tizi Ouzou, Algérie. Dân số thời điểm năm 2002 là 21.891 người.